# Broderbour
Broderbour (en luxembourgeois : Brouderbuer ) est un lieu-dit de la commune luxembourgeoise de Bettendorf située dans le canton de Diekirch.